# Vela nos Jogos Olímpicos de Verão de 1952 - Dragon
As provas da classe Dragon da vela nos Jogos Olímpicos de Verão de 1952 ocorreram entre 20 e 28 de julho daquele ano em Harmaja, ilha nos arredores de Helsinque, na Finlândia. O programa compunha sete regatas. Para esta classe, houve 51 velejadores de 17 nações inscritas.

## Medalhistas
O trio norueguês Thor Thorvaldsen, Haakon Barfod e Sigve Lie finalizou a competição em primeiro lugar e conquistou a medalha de ouro. A prata firmou-se com os suecos Per Gedda, Erland Almqvist e Sidney Boldt-Christmas. Por fim, a medalha de bronze ficou com Theodor Thomsen, Erich Natusch e Georg Nowka, da Alemanha.
|  | NOR Noruega                              |  | SWE Suécia                                       |  | GER Alemanha                              |
|  | Thor Thorvaldsen Haakon Barfod Sigve Lie |  | Per Gedda Erland Almqvist Sidney Boldt-Christmas |  | Theodor Thomsen Erich Natusch Georg Nowka |

## Resultados
Estes foram os resultados da competição:
| Pos.              | Tripulação                                                       | Embarcação | Regata I | Regata I | Regata II | Regata II | Regata III | Regata III | Regata IV | Regata IV | Regata V | Regata V | Regata VI | Regata VI | Regata VII | Regata VII | Total de pontos | Total -1 |
| Pos.              | Tripulação                                                       | Embarcação | Pos.     | Pts.     | Pos.      | Pts.      | Pos.       | Pts.       | Pos.      | Pts.      | Pos.     | Pts.     | Pos.      | Pts.      | Pos.       | Pts.       | Total de pontos | Total -1 |
| ----------------- | ---------------------------------------------------------------- | ---------- | -------- | -------- | --------- | --------- | ---------- | ---------- | --------- | --------- | -------- | -------- | --------- | --------- | ---------- | ---------- | --------------- | -------- |
| Medalha de ouro   | NOR Thor Thorvaldsen Haakon Barfod Sigve Lie                     | Pan        | 2        | 1030     | 1         | 1331      | 9          | 377        | 1         | 1331      | 6        | 553      | 6         | 553       | 1          | 1331       | 6506            | 6129     |
| Medalha de prata  | SWE Per Gedda Erland Almqvist Sidney Boldt-Christmas             | Tornado    | 5        | 632      | 3         | 854       | 3          | 854        | 2         | 1030      | 5        | 632      | 1         | 1331      | 3          | 854        | 6187            | 5555     |
| Medalha de bronze | GER Theodor Thomsen Erich Natusch Georg Nowka                    | Gustel X   | 4        | 729      | 8         | 428       | 6          | 553        | 3         | 854       | 1        | 1331     | 3         | 854       | 2          | 1030       | 5779            | 5351     |
| 4                 | ARG Roberto Sieburger Jorge del Río Sálas Horacio Campi          | Pampero    | 7        | 486      | 2         | 1030      | 2          | 1030       | 4         | 729       | 2        | 1030     | 2         | 1030      | 7          | 486        | 5821            | 5335     |
| 5                 | DEN Ole Berntsen William Berntsen Aage Birch                     | Snude      | 3        | 854      | 7         | 486       | 1          | 1331       | 5         | 632       | 4        | 729      | 8         | 428       | 17         | 101        | 4561            | 4460     |
| 6                 | NED Wim van Duyl Biem Dudok van Heel Michiel Dudok van Heel      | Thalatta   | 1        | 1331     | 9         | 377       | DSQ        | 0          | 7         | 486       | 7        | 486      | 5         | 632       | 4          | 729        | 4041            | 4041     |
| 7                 | BRA Wolfgang Edgard Richter Peter Mangels Francisco Isoldi       | Escapade   | 12       | 252      | 4         | 729       | 11         | 290        | 6         | 553       | 10       | 331      | 4         | 729       | 15         | 155        | 3039            | 2884     |
| 8                 | POR João Tito Carlos Lourenço Alberto Graça                      | Alcaid     | 6        | 553      | 11        | 290       | 12         | 252        | 9         | 377       | 3        | 854      | 10        | 331       | 9          | 377        | 3034            | 2782     |
| 9                 | ITA Giuseppe Carattino Carlo Spirito Antonio Carattino           | Galatea II | 9        | 377      | 5         | 632       | 14         | 185        | 8         | 428       | 14       | 185      | 16        | 127       | 5          | 632        | 2566            | 2439     |
| 10                | CAN John Robertson Donald Hains Archibald Howie                  | Jet        | 8        | 428      | 12        | 252       | 4          | 729        | 11        | 290       | 15       | 155      | 12        | 252       | 12         | 252        | 2358            | 2203     |
| 11                | USA William Horton Sr. Joyce Horton William Horton Jr.           | Skidoo     | 17       | 101      | 6         | 553       | 10         | 331        | 15        | 155       | 13       | 218      | 7         | 486       | 8          | 428        | 2272            | 2171     |
| 12                | AUS Jock Sturrock Douglas Buxton Bevan Worcester                 | Vinha      | 10       | 331      | 14        | 185       | 5          | 632        | 10        | 331       | 12       | 252      | 14        | 185       | 14         | 185        | 2101            | 1916     |
| 13                | GBR Thomas Somers Edward Dyson John Barrington-Ward              | Sabre      | 15       | 155      | 17        | 101       | 8          | 428        | 13        | 218       | 9        | 377      | 9         | 377       | 10         | 331        | 1987            | 1886     |
| 14                | FIN Eric Fabricius Bror Johansson Leo Nagornoff                  | Tu-Fri     | 13       | 218      | 10        | 331       | 15         | 155        | 14        | 185       | 11       | 290      | 11        | 290       | 6          | 553        | 2022            | 1867     |
| 15                | URS Ivan Matveyev Yury Golubev Andrey Mazovka                    | Korshun    | 16       | 127      | 15        | 155       | 7          | 486        | 17        | 101       | 8        | 428      | 13        | 218       | 11         | 290        | 1805            | 1704     |
| 16                | FRA Marcel de Kerviler Jean Frain de la Gaulayrie Guy le Mouroux | Virginie   | 11       | 290      | 16        | 127       | DSQ        | 0          | 12        | 252       | 16       | 127      | 15        | 155       | 16         | 127        | 1078            | 1078     |
| 17                | BEL Jean De Meulemeester André Deryckére Auguste Galeyn          | Girl Pat   | 14       | 185      | 13        | 218       | 13         | 218        | 16        | 127       | 17       | 101      | 17        | 101       | 13         | 218        | 1168            | 1067     |

### Classificação diária

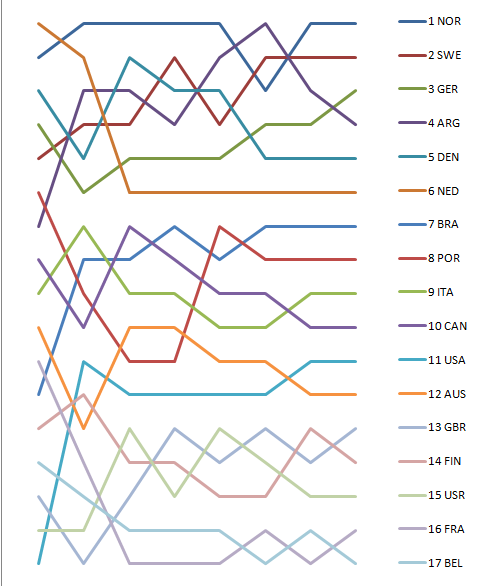
Gráfico mostrando a classificação diária na classe.